# Listriolobus brevirostris
Listriolobus brevirostris är en djurart som tillhör fylumet skedmaskar, och som beskrevs av Chen, Y. och C.C. Yeh 1958. Listriolobus brevirostris ingår i släktet Listriolobus och familjen Echiuridae. Inga underarter finns listade i Catalogue of Life.